# 魯加伊市鎮
魯加伊市鎮，曾是拉脫維亞的一個市鎮，設立於2009年。位於該國東部，人口2679人，面積512平方公里，人口密度約5.2人/km2。
2021年7月1日，魯加伊市鎮与其它市镇一起并入巴爾維市鎮。

## 外部連結
- 巴爾維市鎮官方網站 （页面存档备份，存于） （拉脱维亚文） （英文） （俄文）